# Dvärgeremit
Dvärgeremit (Phaethornis idaliae) är en fågel i familjen kolibrier.

## Utseende
Fågeln mäter i genomsnitt 6,7 cm på längden och väger mindre än 3 gram, vilket gör den till en av världens minsta fåglar.

## Utbredning och systematik
Fågeln förekommer på låglandet i sydöstra Brasilien, från Bahia till Rio de Janeiro. Den behandlas som monotypisk, det vill säga att den inte delas in i några underarter.

## Status och hot
Arten har ett stort utbredningsområde, men tros minska i antal, dock inte tillräckligt kraftigt för att den ska betraktas som hotad. Internationella naturvårdsunionen IUCN listar därför arten som livskraftig (LC).

## Namn
Fågelns vetenskapliga namn idaliae syftar på Idalia, en epitet på romerska gudinnan Venus.